# 穆利讷 (芒什省)
穆利讷（法語：Moulines，法語發音：[mulin] ⓘ）是法国芒什省的一个市镇，位于该省南部，属于阿夫朗什区。

## 地理
穆利讷（48°32'43"N, 1°1'57"W）面积7.41 平方千米，位于法国诺曼底大区芒什省，该省份为法国西北部沿海省份，西、北、东北三面环大西洋，东起顺时针与卡爾瓦多斯省、奧恩省、马耶讷省和伊勒-维莱讷省接壤。
与穆利讷接壤的市镇（或旧市镇、城区）包括：拉庞蒂、莱洛日马尔希、旧萨维尼、比艾莱蒙、圣伊莱尔迪阿库埃。

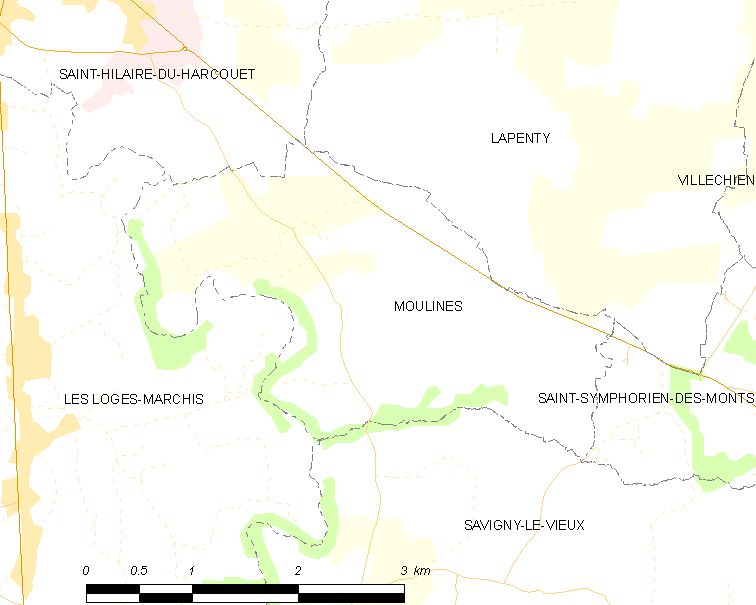
的OSM定位图

穆利讷的时区为UTC+01:00、UTC+02:00（夏令时）。

## 行政
穆利讷的邮政编码为50600，INSEE市镇编码为50362。

## 政治
穆利讷所属的省级选区为圣伊莱尔迪阿库埃县。

## 人口

1962-2008年间人口变化图示

穆利讷于2022年1月1日时的人口数量为281人。